# Maurice Deroure
Maurice Deroure, né le 11 avril 1883 à Paris et mort le 7 septembre 1914 à Souilly, est un écrivain français.

## Biographie
Maurice Deroure est le fils de Hilaire Deroure, Chef de bureau à la Banque de France et de Caroline Costel.
Il est employé à la Banque de France lorsqu'il se marie, en 1907 à Charenton-le-Pont avec Baptistine Feraud.
Les époux ont deux enfants lorsqu'éclate la Première Guerre mondiale. Son frère cadet Marie Henri s'engage dans l'Armée française, Maurice fera de même avec le grade de sous-lieutenant au 220e régiment d'infanterie.

## Publications
- L'éveil
- Le milieu du jour